# Hotchkiss M 201
Il fuoristrada Hotchkiss M201 è stato per molti anni il veicolo leggero dell'esercito francese.
La M201 era una Willys MB prodotta dalla Hotchkiss su licenza in oltre 40.000 esemplari, fino ai tardi anni sessanta. Essa mostrava equipaggiamenti particolari, come per esempio 4 lanciatori scatolati per missili anticarro Entac.